# حديث الموتى
حديث الموتى (بالإنجليزية: Talking Dead) برنامج حواري مباشر يُقدمهُ الكوميدي ومقدم البرامج كريس هاردويك و يناقش فيه ماحدث في حلقات مُسلسل الموتى السائرون و مُسلسل اخشوا الموتى السائرون مع ضيوف من طاقم التمثيل ومشاهير متابعين للمُسلسل.

## نظرة عامة
| الموسم | الموسم | عدد الحلقات | عدد الحلقات | تاريخ العرض    | تاريخ العرض  |
| الموسم | الموسم | عدد الحلقات | عدد الحلقات | أول عرض        | اخر عرض      |
| ------ | ------ | ----------- | ----------- | -------------- | ------------ |
|        | 1      | 13          | 13          | 16 أكتوبر 2011 | 18 مارس 2012 |
|        | 2      | 16          | 16          | 14 أكتوبر 2012 | 31 مارس 2013 |
|        | 3      | 16          | 16          | 13 أكتوبر 2013 | 30 مارس 2014 |
|        | 4      | 16          | 16          | 12 أكتوبر 2014 | 29 مارس 2015 |
|        | 5      | 31          | 16          | 11 أكتوبر 2015 | 3 أبريل 2016 |
|        | 5      | 31          | 15          | 10 أبريل 2016  | يعلن لاحقاً   |

## الحلقات
هُنالك العديد من الضيوف الذين تكرر ظهورهم بالبرنامج أبرزهم: مُعد مسلسل الموتى السائرون روبرت كيركمان، غلين مازارا، جريغ نيكوتيرو، غيل آن هيرد، سكوت أم غيمبل، لورين كوهان و‌إيفيت نيكول براون. 

### الموسم الأول (2011-2012)
ناقش هذا الموسم حلقات الموسم الثاني من مسلسل الموتى السائرون.
| تسلسل إجمالي | تسلسل الموسم | ضيوف الحلقة                                                  | وقت العرض              | تاريخ العرض     | عدد المشاهدين (بالمليون) |
| ------------ | ------------ | ------------------------------------------------------------ | ---------------------- | --------------- | ------------------------ |
| 1            | 1            | باتن اوزوالت وجيمس غان مع روبرت كيركمان (عبر الساتالايت)     | 12:00 مساءاً (30 دقيقة) | 16 أكتوبر، 2011 | 1.16                     |
| 2            | 2            | براين بوسين وروبرت كيركمان                                   | 11:00 مساءاً (30 دقيقة) | 23 أكتوبر، 2011 | 1.11                     |
| 3            | 3            | فيليشيا داي، جون هيدر و‌غيل آن هيرد                           | 11:00 مساءاً (30 دقيقة) | 30 أكتوبر، 2011 | 1.00                     |
| 4            | 4            | مات موغك، مات بيسير، ستيفن يون ولورين كوهان (عبر الساتالايت) | 12:00 مساءاً (30 دقيقة) | 6 نوفمبر، 2011  | 1.00                     |
| 5            | 5            | عايشة تايلور و‌مايكل روكر                                     | 12:00 مساءاً (30 دقيقة) | 13 نوفمبر، 2011 | 1.16                     |
| 6            | 6            | كيفن سميث وبول أف. تومبكنس                                   | 12:00 مساءاً (30 دقيقة) | 20 نوفمبر، 2011 | غ / م                    |
| 7            | 7            | غريغ نيكوتيرو، روبرت كيركمان، نورمان ريديس و‌لوري هولدين      | 12:00 مساءاً (60 دقيقة) | 27 نوفمبر، 2011 | 1.07                     |
| 8            | 8            | ديف نافارو وغلين مازارا                                      | 12:00 مساءاً (30 دقيقة) | 12 فبراير، 2012 | غ / م                    |
| 9            | 9            | ستيفن يون وباجيت بروستير                                     | 12:00 مساءاً (30 دقيقة) | 19 فبراير، 2012 | 1.12                     |
| 10           | 10           | مايكل زيغن، كيفن سميث و‌سكوت ويلسون                           | 12:00 مساءاً (30 دقيقة) | 26 فبراير، 2012 | 0.96                     |
| 11           | 11           | غريغ نيكوتيرو، سكوت إيان ودانا غاولد                         | 12:00 مساءاً (30 دقيقة) | 4 مارس، 2012    | غ / م                    |
| 12           | 12           | لورين كوهان و‌زاكري ليفي                                      | 12:00 مساءاً (30 دقيقة) | 11 مارس، 2012   | 1.33                     |
| 13           | 13           | روبرت كيركمان، غلين مازارا و‌لوري هولدين                      | 10:00 مساءاً (30 دقيقة) | 18 مارس، 2012   | 4.30                     |

### الموسم الثاني (2012-2013)
ناقش هذا الموسم حلقات الموسم الثالث من مسلسل الموتى السائرون.
| تسلسل إجمالي | تسلسل الموسم | ضيوف الحلقة                                        | وقت العرض              | تاريخ العرض     | عدد المشاهدين (بالمليون) |
| ------------ | ------------ | -------------------------------------------------- | ---------------------- | --------------- | ------------------------ |
| 14           | 1            | غلين مازارا وداناي غييرا                           | 11:00 مساءاً (30 دقيقة) | 14 أكتوبر، 2012 | 2.14                     |
| 15           | 2            | ويل ويتون ونيك غوميز                               | 11:00 مساءاً (30 دقيقة) | 21 أكتوبر، 2012 | 1.88                     |
| 16           | 3            | ديفيد البيرت وبوباك فيردوسي                        | 11:00 مساءاً (30 دقيقة) | 28 أكتوبر، 2012 | 1.75                     |
| 17           | 4            | ايروني سينغيلتون و‌غيل آن هيرد                      | 12:00 مساءاً (30 دقيقة) | 4 نوفمبر، 2012  | 2.00                     |
| 18           | 5            | غريغ نيكوتيرو ودالتون روس                          | 12:00 مساءاً (30 دقيقة) | 11 نوفمبر، 2012 | 1.93                     |
| 19           | 6            | جويل مادين و‌ساره سلفرمان                           | 12:00 مساءاً (30 دقيقة) | 18 نوفمبر، 2012 | 1.92                     |
| 20           | 7            | فيل بروكس و‌إيفيت نيكول براون                       | 11:00 مساءاً (30 دقيقة) | 25 نوفمبر، 2012 | 1.99                     |
| 21           | 8            | روبرت كيركمان و‌دامون ليندولف                       | 11:00 مساءاً (30 دقيقة) | 2 ديسمبر، 2012  | 2.25                     |
| 22           | 9            | كيفن سميث و‌ستيفن يون                               | 10:00 مساءاً (60 دقيقة) | 10 فبراير، 2013 | 4.14                     |
| 23           | 10           | روبرت كيركمان، جوي مانجايلو، ليو تيمبل وبيبي بي    | 10:00 مساءاً (60 دقيقة) | 17 فبراير، 2013 | 4.01                     |
| 24           | 11           | ريتا، سكوت أدسيت و‌إيميلي كيني                      | 10:00 مساءاً (60 دقيقة) | 24 فبراير، 2013 | 3.50                     |
| 25           | 12           | عايشة تايلور وسكوت بورتر                           | 10:00 مساءاً (60 دقيقة) | 3 مارس، 2013    | 3.75                     |
| 26           | 13           | كيغان مايكل-كي، إليزا دوشكو، لورين كوهان           | 10:00 مساءاً (60 دقيقة) | 10 مارس، 2013   | 3.43                     |
| 27           | 14           | كميل نيانجاني، تود مكفارلن و‌لوري هولدين            | 10:00 مساءاً (60 دقيقة) | 17 مارس، 2013   | 3.71                     |
| 28           | 15           | ريجي واتس، غريغ نيكوتيرو، ديفيد موريسي و‌مايكل روكر | 10:00 مساءاً (60 دقيقة) | 24 مارس، 2013   | 4.49                     |
| 29           | 16           | نورمان ريديس، إيفيت نيكول براون وتشاد إل كولمان    | 10:00 مساءاً (60 دقيقة) | 31 مارس، 2013   | 5.16                     |

## وصلات خارجية
- الموقع الرسمي
- حديث الموتى على موقع IMDb (الإنجليزية)
- حديث الموتى على موقع روتن توميتوز (الإنجليزية)
- حديث الموتى على موقع كينوبويسك (الروسية)
- حديث الموتى على موقع قاعدة بيانات الفيلم (الإنجليزية)